# Polasara
Polasara è una città dell'India di 19.566 abitanti, situata nel distretto di Ganjam, nello stato federato dell'Orissa. In base al numero di abitanti la città rientra nella classe IV (da 10.000 a 19.999 persone).

## Geografia fisica
La città è situata a 19° 41' 60 N e 84° 49' 0 E e ha un'altitudine di 65 m s.l.m..

## Società

### Evoluzione demografica
Al censimento del 2001 la popolazione di Polasara assommava a 19.566 persone, delle quali 9.859 maschi e 9.707 femmine. I bambini di età inferiore o uguale ai sei anni assommavano a 2.624, dei quali 1.395 maschi e 1.229 femmine. Infine, coloro che erano in grado di saper almeno leggere e scrivere erano 10.352, dei quali 6.224 maschi e 4.128 femmine.